# Breaking ball
Ein breaking ball (engl.: ausbrechender Ball) ist im Baseball die Sammelbezeichnung für alle Würfe des Pitchers, die nicht in gerader Linie auf den Batter zufliegen. Hierzu verwendet der Pitcher spezielle Grifftechniken, um den Baseball mit einem Effet zu versehen (Magnus-Effekt).
Ein breaking ball (z. B. ein Curveball, Screwball oder Slider) ist zwar langsamer als ein gerade geworfener Fastball, verbringt aber weniger Zeit in der Strike Zone und ist somit schwerer vom Batter zu schlagen. Allerdings erfordert das Fangen eines breaking balls vom Catcher viel Präzision.